# Badarán
Badarán település Spanyolországban, La Rioja autonóm közösségben. Badarán Baños de Río Tobía, Berceo, Camprovín, Cárdenas, Cordovín, Estollo, Villar de Torre, Villaverde de Rioja, Cañas és Nájera községekkel határos. Lakosainak száma 493 fő (2024).

## Népesség
A település népessége az elmúlt években az alábbi módon változott:
| Lakosok száma | 709  | 700  | 662  | 615  | 583  | 555  | 507  | 482  | 500  | 493  |
|               | 2001 | 2004 | 2007 | 2009 | 2012 | 2014 | 2017 | 2019 | 2022 | 2024 |